# Psedna nana
Psedna nana är en insektsart som först beskrevs av Rehn, J.A.G. 1953.  Psedna nana ingår i släktet Psedna och familjen Pyrgomorphidae. Inga underarter finns listade i Catalogue of Life.